# Jaguar XJR-17
Chronologie des modèles
Jaguar XJR-16
La Jaguar XJR-17 est une voiture de course développée et construite par TWR pour Jaguar dans le but de participer au championnat IMSA Camel Lights. Construite à partir de Jaguar XJR-16 pour le championnat IMSA Camel Lights, la XJR-17 n' a jamais participé à la moindre compétition en raison de problèmes de financement, et n'a été utilisée depuis que dans quelques courses historiques britanniques. Une version modifiée du moteur V6 de 3,5 litres de la Jaguar XJR-16 a été utilisé, dénudé de ses deux turbocompresseurs, et produisant une puissance revendiquée de 450 ch, tandis que sa carrosserie était bricolée à l'aide de diverses pièces d'anciennes Jaguar XJR. 

## Genèse
Andy Evans s'est approché du Tom Walkinshaw Racing (TWR) concernant la possibilité d'exécuter un programme sportif complet avec Jaguar en Championnat IMSA GT pour la saison 1991, mais ce programme s'est avéré irréalisable. Cependant, alors que TWR mettait un terme à ce projet, un accord a été conclu afin de modifier une Jaguar XJR-16 afin de l'utiliser dans le cadre du championnat IMSA Camel Lights. David Fullerton a conçu la voiture, baptisée XJR-17, tandis que TWR Special Vehicle Operations (SVO) et Andy Morrison étaient les constructeurs. Le châssis de la Jaguar XJR-16 a été utilisé pour réduire les coûts, et des pièces de diverses Jaguar XJR ont été utilisées. L'aile avant venait de la Jaguar XJR-14, l'aile arrière venait de la Jaguar XJR-9, le carter de la boîte de vitesses était un mélange de la Jaguar XJR-11 et de la Jaguar XJR-16, et le nez a été remodelé dans le style de la Jaguar XJR-14, tout comme l'entrée d'air du moteur. Le moteur était essentiellement le V6 de 3,5 litres de la Jaguar XJR-16, dénudé de ses deux turbocompresseurs. Dans cette configuration, il produisait une puissance revendiquée de 450 ch.

Win Percy a réalisé le déverminage de la Jaguar XJR-17 à l'aérodrome d'Enstone, avant la tenue d'une séance d'essais sur le Circuit de Snetterton. Cependant, l'accord s'est soldé par un échec et Hugh Chamberlain a préféré inscrire la voiture dans le Groupe C2 aux 24 Heures du Mans en 1992. Cependant, Chamberlain n'a pas non plus pu obtenir les fonds nécessaire pour participer à la compétition et la voiture, déjà préparée pour les qualifications du Mans, ne s'est pas présentée à l'épreuve,. La XJR-17 a fini par se retrouver entre les mains de Brian Chatfield, qui a fait courir la voiture dans quelques courses mineures tenues à Castle Combe en 1993 et 1994, alors que le pilote de course John Grant l'utilisait également dans certaines courses de 2003 à 2004.

## Pilotes
- Win Percy